# Akzo Nobel Deco

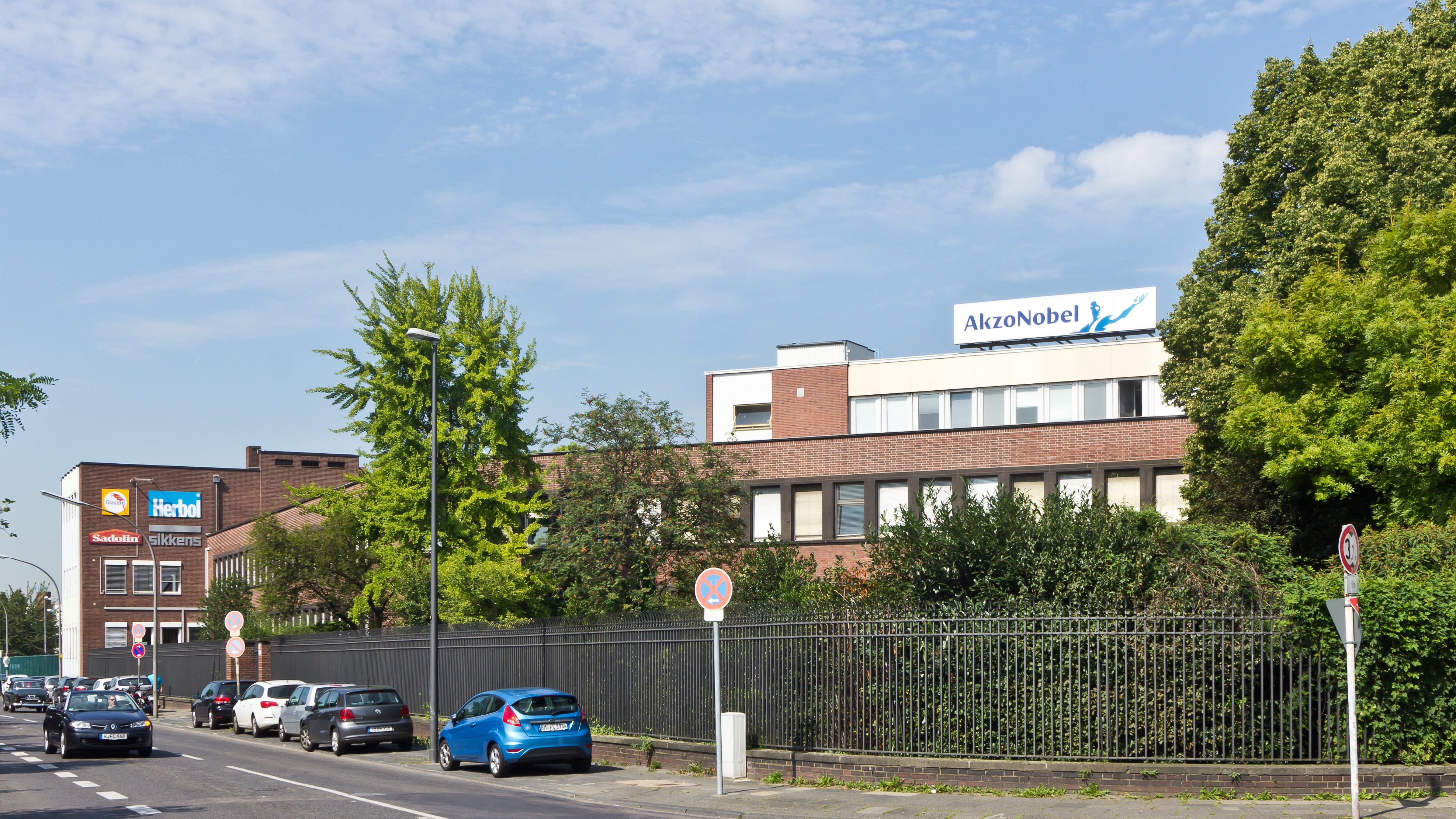
Akzo Nobel Deco, Werk Köln

Die Akzo Nobel Deco GmbH ist ein deutsches Tochterunternehmen des niederländischen Konzerns AkzoNobel. 

## Geschichte
Bis 1994 war die Gesellschaft als BASF Deco GmbH eine direkte Tochter der BASF. 2007 wurde durch den Kauf der ICI Paints Deco GmbH, die deutsche Niederlassung von Imperial Chemical Industries, einem der weltweit größten Hersteller von Farben und Lacken, ins Unternehmen integriert.
Zu ihren Marken gehören Herbol (Wandfarbe), Levis (Lacke), Sikkens (Lacke und Lasuren), Hammerite (Metallanstrich), Dulux (Wandfarben und Lacke) sowie Molto (Spachtelmassen etc.) und Xyladecor (Holzbeize).
In der Niederlassung in Hilden ist der Geschäftsbereich Zweihorn ansässig.